# Franklinville (hrabstwo Cattaraugus)
Franklinville – wieś w Stanach Zjednoczonych, w stanie Nowy Jork, w hrabstwie Cattaraugus.